# Riedutowo
Riedutowo (ros. Редутово) – osiedle w Rosji, w obwodzie czelabińskim, w rejonie czesmieńskim. W 2010 liczyło 406 mieszkańców.